# The Richest Girl in the World
The Richest Girl in the World – amerykański film z 1934 roku w reżyserii Williama A. Seitera.

## Obsada
- Miriam Hopkins jako Dorothy Hunter
- Joel McCrea jako  Anthony "Tony" Travers
- Fay Wray jako Sylvia Lockwood
- Henry Stephenson jako Jonathan "John" Connors
- Reginald Denny jako Phillip Lockwood
- Beryl Mercer jako Marie, służąca Dorothy
- George Meeker jako Donald
- Wade Boteler jako Jim Franey
- Herbert Bunston jako Dean Cavandish
- Burr McIntosh jako David Preston
- Edgar Norton jako Binkley, kamerdyner

## Nagrody i nominacje
| Nazwa nagrody | Wygrane            | Nominacje                                                        |
| ------------- | ------------------ | ---------------------------------------------------------------- |
| Oscar         | 1935 bez rezultatu | 1935 Najlepsze oryginalne materiały do scenariusza Norman Krasna |